# Lonnie Plaxico
Lonnie Plaxico (né le 4 septembre 1960 à Chicago) est un contrebassiste et bassiste américain de jazz.

## Biographie
Lonnie Plaxico naît à Chicago dans l'État de l'Illinois au sein d'une famille de musiciens et commence à jouer de la basse à l'âge de 12 ans.
À l'âge de 14 ans il devient professionnel. Il débute la basse électrique dans des groupes de R&B de Chicago et se forme musicalement par lui-même souvent en écoutant des musiciens de sa région comme Von Freeman et Oscar Lindsey,.
À 20 ans, Plaxico s'installe à New York, où il devient l'un des bassistes le plus demandé. Il joue avec le trompettiste Chet Baker, les saxophonistes Dexter Gordon, Sonny Stitt et Junior Cook, le pianiste Hank Jones. En 1978, il est récompensé par un Louis Armstrong Jazz Award.
En 1982, Plaxico joue avec le groupe de Wynton Marsalis et commence à se faire connaitre. L'année suivante il est le bassiste du groupe The Jazz Messengers du batteur Art Blakey avec lequel il enregistre 12 albums entre 1983 et 1986. Il cherche dès son arrivée à se distinguer par le son de sa basse en se différenciant de Paul Chambers ou Ray Brown. En 1986, Lonnie Plaxico rejoint le groupe du batteur Jack DeJohnette avec qui il collabore jusqu'en 1993. Il est aussi le bassiste sur Point of View (1986), le premier album de la chanteuse Cassandra Wilson, ainsi que sur les albums Blue Skies (1988) et Jumpworld (1990).
Lonnie Plaxico a joué avec Pat Metheny, David Murray, Alice Coltrane, Stanley Turrentine, Joe Sample, Abbey Lincoln, :Dizzy Gillespie (New Faces, 1984), Bill Cosby, Steve Coleman, Lonnie Liston Smith, Ravi Coltrane (Moving Pictures, 1998), Helen Sung, Scott Tixier, Kenny Grohowski...
Lonnie Plaxico est aussi un leader de groupe qui a enregistré 13 albums avec son groupe The Lonnie Plaxico Group ou en solo. L'album Ancestral Devotion enregistré en 2009 est inspiré des recherches menés par l'artiste sur l'origine et l'histoire du peuple noir.

## Discographie en tant que leader
- 1989: Plaxico (Muse)
- 1990: Iridescence (Muse)
- 1992: Short Takes (Muse)
- 1993: With All Your Heart (Muse)
- 2000: Emergence (Savant)
- 2001: Mélange (Blue Note)
- 2002: Lonnie Plaxico Live at the 5:01 Jazz Bar (Orchard)
- 2003: Rhythm and Soul (Sirocco Jazz Limited)
- 2004: Live at Jazz Standard (441)
- 2006: So Alive (Eighty-Eight's)
- 2006: West Side Stories (forthcoming)
- 2007: Lonnie Plaxico Group (live at the Stone) (DVD)
- 2007: Lonnie Plaxico Group Live At The Zinc Bar NYC (Plaxmusic)
- 2009: Lonnie Plaxico Group - Ancestral Devotion